# Josep Climent i Avinent
Josep Climent i Avinent (Castelló de la Plana, 11 de març de 1706 - 25 de novembre de 1781) fou un religiós valencià, canonge de la seu, catedràtic de filosofia de la Universitat de València i claustral, i bisbe de Barcelona.

## Biografia
El 1706 neix a Castelló de la Plana, fill de Josep Climent i Maria Teresa Avinent. Quan el 1719 acaba els estudis de primeres lletres i de gramàtica a Castelló es trasllada a València. El 1722 obté la condició acadèmica de Mestre en Arts, el 1726 és Llicenciat en Filosofia i es prepara per a les oposicions a càtedres. En 1727 aconsegueix el grau de doctor en Teologia i un any més tard ocupa la càtedra anual de Filosofia Tomista. L'any 1731 fou ordenat sacerdot gràcies a un benefici de la Santa Metropolitana de València. En 1738 és nomenat mestre de patges de l'arquebisbe Mayoral. El 30 de maig de 1740 és nomentat rector de Sant Bartomeu, on funda una escola de primeres lletres. Des de 1748 és canonge al Capítol de la Catedral de València, durant 18 anys. En 1754 construeix una escola de primeres lletres, a la plaça del Rosari o de Pescadors, a Castelló. Un any més tard obté de l'ajuntament de Castelló, permís per construir dos forns de pa amb què mantenir les escoles de primeres lletres del barri de Sant Fèlix i de la plaça del Rosari.

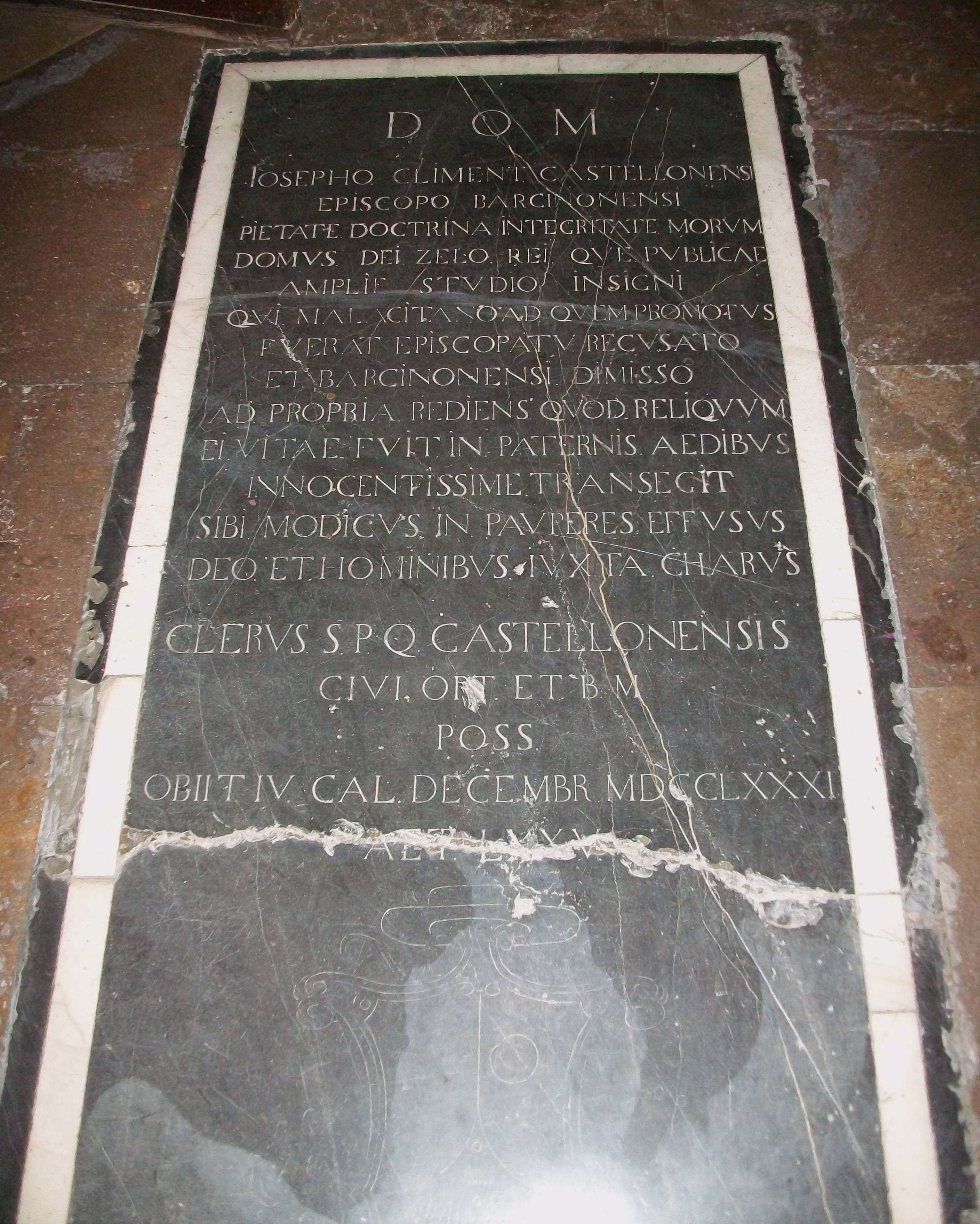
Làpida de Josep Climent a la cocatedral de Santa Maria de Castelló.

El 18 de març de 1766 rep un primer nomenament per a esdevenir bisbe de Barcelona, càrrec que ostentarà fins al 1775. En un primer moment presentà la seva renúncia al càrrec, en una carta del 22 de març. Climent va arribar a Barcelona el 4 de desembre d'aquell mateix any. Durant aquest període va diferenciar el que era la litúrgia religiosa, de l'espectacle i la superstició i va impulsar un contacte més directe entre el poble i el clergat. Promogué la utilització del català en la redacció de les visites pastorals. Renovà el pla d'estudis del col·legi episcopal, convertit en l'únic centre d'ensenyament superior de Barcelona, suprimida la universitat per Felip V, arran de l'austriacisme dels catalans. Se n'ocupà de les aules de gramàtica i llatinitat del seu territori diocesà i fundà deu escoles de primeres lletres i doctrina cristiana a la ciutat de Barcelona (edicte de 26 de juny de 1767). Així mateix participà en intervencions socials d'envergadura -com en la remodelació de l'Hospici (1772) i en la creació de la primera necròpolis pública, a l'actual Poblenou-. També en iniciatives culturals, com la institució de la primera biblioteca pública de la Ciutat, amb els fons dels jesuïtes i els seus propis. En 1769 proposà a l'Acadèmia de Bones Lletres de Barcelona, la confecció d'un Diccionari català-castellà-llatí. L'any 1770 escrigué al papa Climent XIV, intercedint per l'església d'Utrech. Menció a part, però destacada, mereix la intervenció del bisbe envers les relacions que el capità general, comte de Ricla mantenia -pel que sembla ostentosament- amb l'actriu i ballarina italiana, Nina Bergonzi -coneguda com "la Niña"-. Fracassats uns primers intents prop del de Ricla, per acabar amb l'escàndol, Climent feu arribar un detallat informe al confessor del Rei i el governador del Consejo de Castilla, oficià al regent de l'Audiència de Barcelona, ordenant el desterrament de la Bergonzi, que sembla anà a parar a València, primer -on coincidí novament amb Giacomo Casanova- i després -segons algunes fonts- a Madrid, on coneixeria al comte d'Aranda, cosí del de Ricla.
El seu episcopalisme el feu sospitós a Roma i va ser denunciat a la inquisició, i jutjat per una comissó de bisbes i superiors generals, que el rescabalaren i recolzaren. Durant l'assalt a la Catedral de Barcelona el 4 de maig del 1773 es fa interlocutor dels amotinats per l'abolició de les quintes. No es resolgué tan favorablement l'acusació de Campomames al bisbe Climent per aixoplugar i mantenir a les famílies dels diputats de col·legis i gremis, que es traslladaren a Madrid per demanar clemència pels detinguts amb motiu del motí de quintes de 1773 i foren empresonats sense escoltar-los.
Efectivament, els fiscals comissionats -amb Campomanes al capdavant- decidiren censurar la conducta del bisbe i sotmetre els seus escrits a control abans d'autoritzar la seua publicació. Climent es dolgué d'una tal injusta decisió i decidí presentar la seua renúncia a la mitra barcelonina. L'intent de la Cort de suavitzar l'enfrontament, oferint-li el bisbat de Màlaga, càrrec que no acceptà, argumentant les abundoses rendes d'aquesta diòcesi, que li permetrien exercir amb abundositat, el seu tarannà generós envers els més necessitats. Però, el bisbe Climent va renunciar als bisbats de Barcelona i de Màlaga, i presentà la seva renúncia al monarca el 15 de març de 1775. Sortí de Barcelona i es va retirar al seu Castelló nadiu, el 16 d'octubre de 1775.
El 14 de desembre de 1776, va fer donació de tots els seus béns a través d'una escriptura pública que porta per títol Fundació de la Casa d'Orfes de Castelló, inclosa la seva biblioteca personal, formada per 484 títols distribuïts en 1.126 volums. Només va retenir per a la seua subsistència la renda que percebia per haver estat bisbe de Barcelona. Va morir a Castelló el 28 de novembre de 1781. Fou soterrat a l'església Major de Santa Maria.
L'any 2006 es va celebrar el III centenari del naixement del bisbe Climent a les universitats de Castelló, València i Barcelona -també a la Facultat de Teologia- que ha culminat en la publicació d'una edició commemorativa. La figura històrica, però, d'aquell il·lustre -i il·lustrat- personatge no s'esgota i els estudiosos -Bea Segarra, Camil Vàzquez, David Gimilio, Marc Ant. Adell...- segueixen trobant referents i continguts en la seua personalitat i en la seua obra i el Consell Valencià de Cultura ha donat a la publicació el llibre "Josep Climent i Avinent: antologia de textos", que aprofondeix en el seu pensament, mitjançant els seus escrits més emblemàtics.